# Rüdesheim (Euskirchen)
Rüdesheim ist ein Stadtviertel im Süden von Euskirchen und gemeinsam mit Kessenich und Disternich der älteste Stadtteil Euskirchens, der bereits seit Verleihung der Stadtrechte 1302 zum Stadtgebiet gehört. Seitens der Stadt Euskirchen wird Rüdesheim nicht mehr als eigener Stadtteil geführt, sondern lediglich als Stadtviertel, das aber auch vielen Euskirchenern lediglich durch die Straßen Rüdesheimer Ring und Rüdesheimer Torwall ein Begriff ist, die nicht in Zusammenhang mit Rüdesheim am Rhein stehen, sondern auf die alte Ortschaft hinweisen. Das Viertel liegt östlich der Kommerner Straße gegenüber dem heutigen Amt für Geoinformationswesen der Bundeswehr (ehemalige Kaserne).